# 弗朗西丝·伍德·夏默
弗朗西丝·伍德·夏默（英語：Frances Wood Shimer，1826年—1901年），原名弗朗西丝·安·伍德（Frances Ann Wood），美国人，伊利诺州芒特卡罗尔神学院（后来的夏默学院）创办人。也是1870年至1896年退休為止，該学院唯一的女性經營者。她于1826年生于纽约巴尔斯顿斯帕村，1849年毕业于奥尔巴尼的纽约州立师范学院。
1853年，在芒特卡罗尔鎮民的邀請之下，她與往昔的同班同學西德雷拉·M·格雷格里（Cinderella M. Gregory）一起來到芒特卡罗尔，她們已於1852年取得神學院的教學執照。1855年，她與格雷格里從財務狀況不樂觀的共同創辦人那裡買下該神學院，而當時它還只是一幢建築物。隨後神學院擴建為一塊擁有25英畝（大約10萬平方公尺）的校園，這主要歸功於她的勤奮，以及謹慎的財務管理。
1857年，她与當地的博物學家亨利·夏默（Henry Shimer）结婚。1866年，亨利後來成為一位醫生，並且在神學院班上任教。他也是一位著名的昆蟲學家。在20世紀末不斷地流傳著一種普遍性的說法，他們兩人之所以會結婚純粹是基於權宜婚姻。
1853年至1870年之間，她與西德雷拉·M·格雷格里以合夥人關係經營芒特卡罗尔神学院，就在夏默掌管財務與非學院性質的事務時，兩人皆以首席學院職員的身份工作著。1870年，格雷格里因結婚而離開學校，並且賣掉她的股份。阿德利亞·喬伊（Adelia Joy）被帶來並接替格雷格里管理方面的職務，但是該學校仍保有弗朗西丝·夏默僅有的資產。
1895年，亨利·夏默自殺，是在立下一份新遺囑的五天後發生，其內容涉及大約20萬美元，並指定她的妻子為全部遺產的繼承人。這場官司每天吸引著數百位民眾前來旁聽，最後透過這份遺囑駁回了亨利的母親與姊姊提出的訴訟，依法得到她應有的財產繼承權。
1896年，弗朗西丝·夏默安排將芒特卡罗尔神学院的控制權，移交給隸屬於芝加哥大學之下的董事會。她後來退休前往佛羅里達州，並且從事柑橘種植。儘管如此，她的柑橘園仍毀於一場霜害。
弗朗西丝·夏默於1901年11月10日去世。她的遺體被運送至芒特卡罗尔的橡樹山公墓埋葬，那裡也是她丈夫長眠的地方。

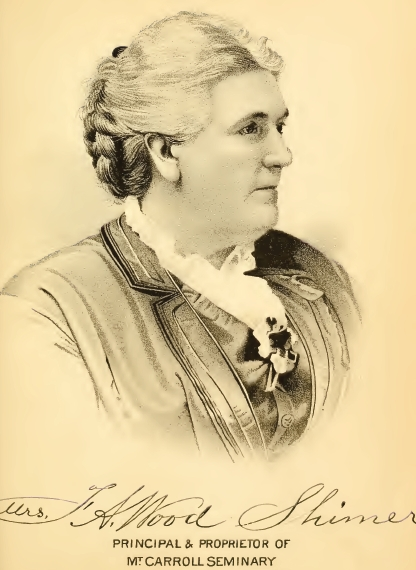
《卡罗拉县史》内的夏默画像 （1878年）
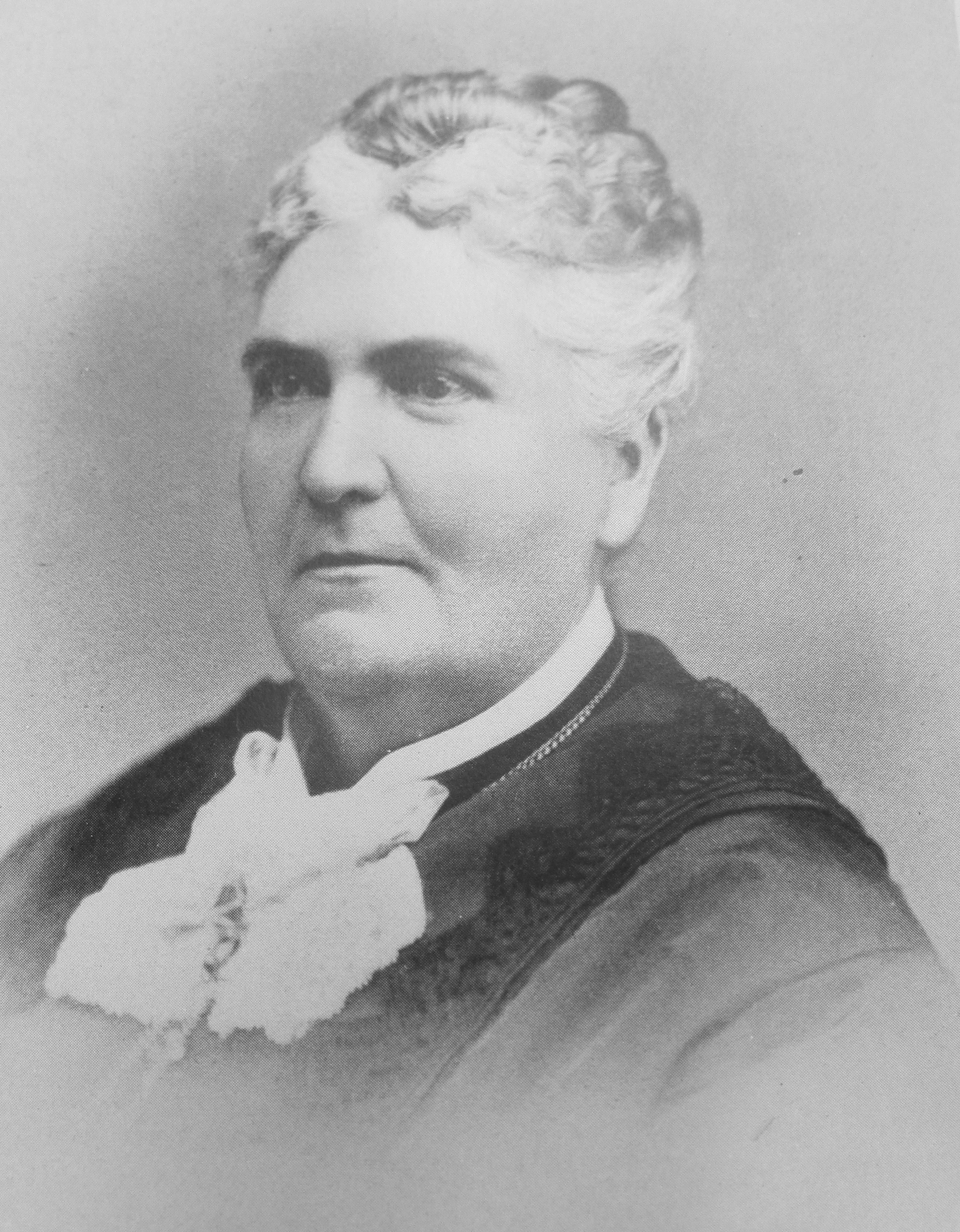
《弗朗西丝·夏默》内的夏默照片 （1901年）
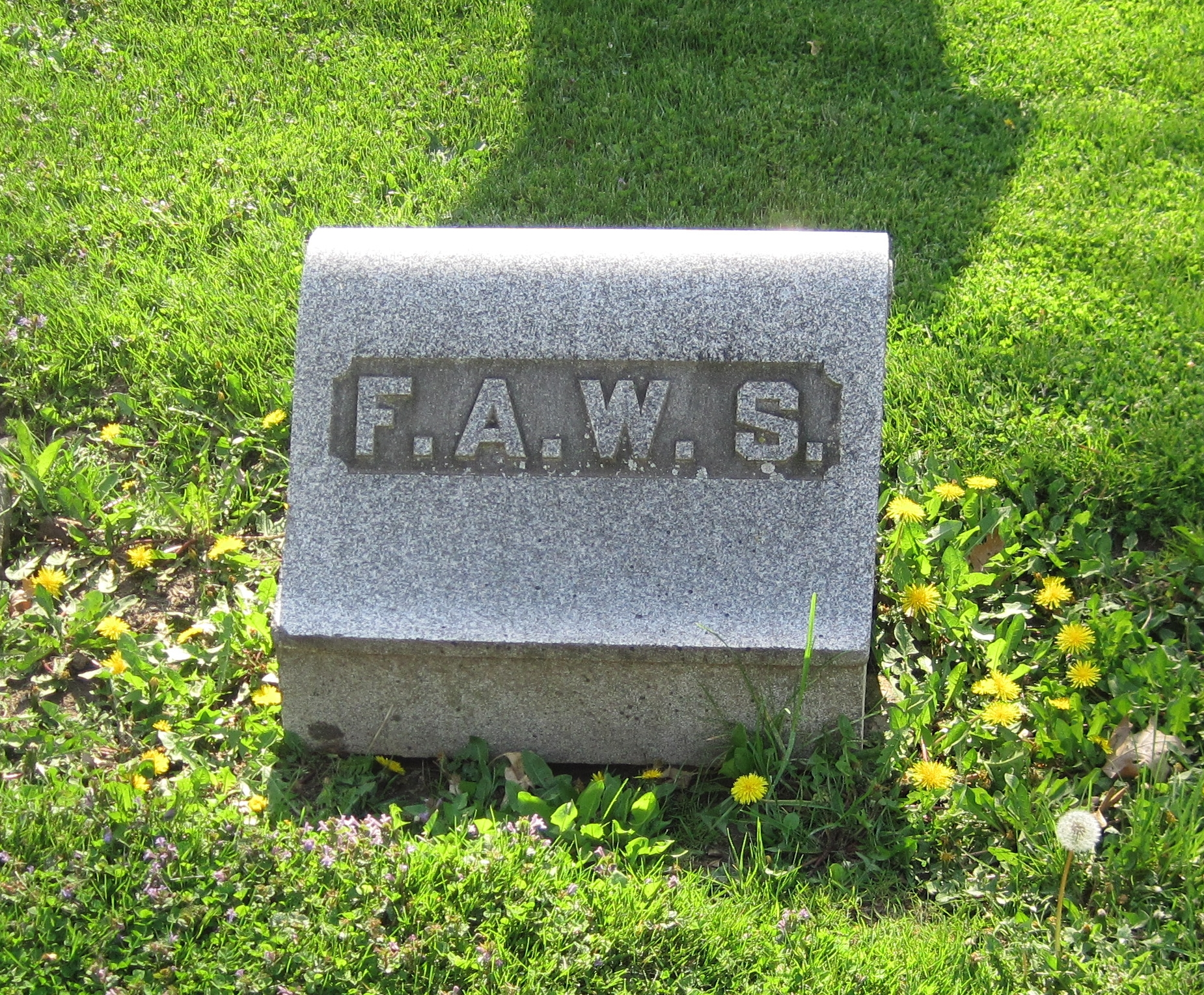
夏默墓志 （2010年）

## 延伸閱讀
- （英文）Frances Wood Shimer 1826-1901, published 1901.

## 相关链接
- （英文）夏默学院人物 （页面存档备份，存于）